# 야스다 소타로
야스다 소타로(聡太郎, 1986년 1월 29일 ~ )는 일본계 미국인 배우이다.

## 출연작

### 드라마
- 2007년~2008년 《수권전대 게키렌쟈》 히사츠 켄/게키 쵸퍼 역
- 2015년~2016년 《가면라이더 고스트》 쟈벨 역